# Danxiaorchis sinchiana
Danxiaorchis sinchiana là loài lan màu vàng, không có lá và có hạt giống lớn nhất trong số các loài lan được phát hiện.
Loài được du khách tên là Zhu Jiaqiang tìm thấy ở vùng núi thuộc Thiều Quan, tỉnh Quảng Đông.